# Монахов, Александр Михайлович
Александр Михайлович Монахов (26 октября 1884, Кунганово, Тверская губерния — 27 сентября 1945, Москва) — российский танцовщик, солист балета, балетмейстер и педагог. Заслуженный деятель искусств РСФСР (1936).

## Биография и творчество
Александр Монахов родился в 1884 году в селе Кунганово Тверской губернии.
В 1902 году завершил обучение в Петроградском театральном училище. Был принят на службу в Мариинский театр, где танцевал до 1930 года, одновременно трудился репетитором театра. С 1920 по 1922 годы являлся управляющим балетной труппой. Принимал участие в «Русских сезонах» С. Дягилева. Первый исполнитель партии Антонио в «Андалузиане» Ж. Бизе.
В 1931 году Монахов переехал в Москву и работал там в Хореографическом училище, преподавал характерный танец. С 1931 по 1945 годы работал в Большом театре на должностях репетитора, заведующего балетной трупной.
Проживал в Москве. Умер 27 сентября 1945 года. Похоронен в Москве на Новодевичьем кладбище.

## Награды и премии
- 1936 — Заслуженный деятель искусств РСФСР.